# Kai Dietrich
Kai Christian Dietrich ist ein deutscher Wirtschafts- und Wissenschaftsjournalist.

## Leben und Wirken
Nach einem Volkswirtschaftsstudium mit Abschluss als Diplom-Volkswirt arbeitete Dietrich beim Südwestfunk. Seit 1992 ist er Redakteur beim Wirtschafts- und Verbrauchermagazin WISO des ZDF. Zu den Themen Versicherungen, Lebensmittel und Wirtschaftskriminalität erstellte er hier auch längere Dokumentationen wie beispielsweise Alles lecker, oder was? – Lebensmittel zwischen Werbung und Wahrheit (2011). Außerdem ist er Koautor mehrerer WISO-Beraterbücher (WISO: Rentenberater; WISO: Energiesparberater, WISO: Versicherungsberater; WISO: Musterbeschwerdebriefe; WISO: Wenn Eltern alt werden) und Sachbücher wie Der Weg zur ersten Million. 1993 gehörte er zu dem Team, das für das WISOspezial Arbeitslosigkeit in Deutschland mit einem Ernst-Schneider-Preis in der Kategorie Fernsehen ausgezeichnet wurde.